# Trzeci rząd Walerego Sławka
Trzeci rząd Walerego Sławka – gabinet pod kierownictwem premiera Walerego Sławka utworzony 28 marca 1935 przez prezydenta Ignacego Mościckiego po dymisji rządu Leona Kozłowskiego. Rząd odwołany przez prezydenta 12 października 1935.

## Trzecia Rada Ministrów Walerego Sławka (1935)
| Funkcja                                              | Nazwisko                     | Nazwisko               | Czas pełnienia funkcji    | Czas pełnienia funkcji    |
| Funkcja                                              | Nazwisko                     | Nazwisko               | Od                        | Do                        |
| ---------------------------------------------------- | ---------------------------- | ---------------------- | ------------------------- | ------------------------- |
| Prezes Rady Ministrów                                |                              | Walery Sławek          | 28 marca 1935(dts)        | 14 października 1935(dts) |
| Minister spraw zagranicznych                         | Józef Beck                   | 28 marca 1935(dts)     | 14 października 1935(dts) |                           |
| Minister komunikacji                                 |                              | Michał Butkiewicz      | 28 marca 1935(dts)        | 14 października 1935(dts) |
| Minister przemysłu i handlu                          |                              | Henryk Floyar-Rajchman | 28 marca 1935(dts)        | 14 października 1935(dts) |
| Minister wyznań religijnych i oświecenia publicznego | Wacław Jędrzejewicz          | 28 marca 1935(dts)     | 14 października 1935(dts) |                           |
| Minister poczt i telegrafów                          | Emil Kaliński                | 28 marca 1935(dts)     | 14 października 1935(dts) |                           |
| Minister sprawiedliwości                             | Czesław Michałowski          | 28 marca 1935(dts)     | 14 października 1935(dts) |                           |
| Minister opieki społecznej                           | Jerzy Paciorkowski           | 28 marca 1935(dts)     | 14 października 1935(dts) |                           |
| Minister spraw wojskowych                            | Józef Piłsudski              | 28 marca 1935(dts)     | 12 maja 1935(dts)         |                           |
| Minister rolnictwa i reform rolnych                  | Juliusz Poniatowski          | 28 marca 1935(dts)     | 14 października 1935(dts) |                           |
| Minister skarbu                                      | Władysław Zawadzki           | 28 marca 1935(dts)     | 14 października 1935(dts) |                           |
| Minister spraw wewnętrznych                          | Marian Zyndram-Kościałkowski | 28 marca 1935(dts)     | 14 października 1935(dts) |                           |

## W dniu zaprzysiężenia 28 marca 1935
- Walery Sławek – prezes Rady Ministrów
- Józef Beck – minister spraw zagranicznych
- Michał Butkiewicz – minister komunikacji
- Henryk Floyar-Rajchman – minister przemysłu i handlu
- Wacław Jędrzejewicz – minister wyznań religijnych i oświecenia publicznego
- Emil Kaliński – minister poczt i telegrafów
- Czesław Michałowski – minister sprawiedliwości
- Jerzy Paciorkowski – minister opieki społecznej
- Józef Piłsudski – minister spraw wojskowych
- Juliusz Poniatowski – minister rolnictwa i reform rolnych
- Władysław Zawadzki – minister skarbu
- Marian Zyndram-Kościałkowski – minister spraw wewnętrznych

## Zmiany w składzie Rady Ministrów
- 12 maja 1935
  - Śmierć Józefa Piłsudskiego, ministra spraw wojskowych (powołany na ten urząd 28 marca 1935).
  - Tadeusz Kasprzycki kierownikiem Ministerstwa Spraw Wojskowych